# Sachkundige Person (Arzneimittelgesetz)
Die Sachkundige Person (englisch Qualified Person) in der Pharmazie ist ein Begriff aus dem europäischen Arzneimittelrecht. Sie ist verantwortlich für die Einhaltung der entsprechenden arzneimittelrechtlichen Vorschriften über Herstellung, Prüfung, und Freigabe vor Inverkehrbringen eines Arzneimittels. Die Sachkundige Person ist ebenfalls verantwortlich für die lückenlose Dokumentation der Einhaltung der gesetzlichen Vorschriften.

## Deutschland
In Deutschland schreibt das Arzneimittelgesetz in § 15 die erforderliche Qualifikation für die  Sachkundige Person  vor: zusätzlich zu einer Approbation als Apotheker oder dem Zeugnis über eine nach abgeschlossenem Hochschulstudium der Pharmazie, der Chemie, der Biologie, der Humanmedizin oder der Veterinärmedizin abgelegte Prüfung muss die Sachkundige Person eine mindestens zweijährige praktische Tätigkeit in der Arzneimittelprüfung nachweisen können. Wenn keine Approbation als Apotheker vorliegt, sind zudem Kenntnisse in den Fächern Experimentelle Physik, Allgemeine und anorganische Chemie, Organische Chemie, Analytische Chemie, Pharmazeutische Chemie, Biochemie, Physiologie, Mikrobiologie, Pharmakologie, Pharmazeutische Technologie, Toxikologie und Pharmazeutische Biologie nachzuweisen. Für die Herstellung und Prüfung von Blutprodukten, Sera, Impfstoffen, Allergenen, Testsera, Testantigenen, Gentransfer-Arzneimitteln, Arzneimitteln zur In-vivo-Diagnostika mittels Markergenen, Transplantaten, radioaktiven Arzneimitteln und Wirkstoffen gelten abweichende Vorschriften für die zweijährige praktische Tätigkeit.
Mit der 14. Arzneimittelgesetz-Novelle löste die Sachkundige Person den Herstellungs- und Kontrollleiter in ihrer gesetzlichen Verantwortung und persönlichen Haftung ab, beide bleiben aber dennoch unverzichtbare Funktionen in einem Arzneimittelherstellungsbetrieb. Während  früher die Verantwortlichkeiten für Herstellung und Prüfung streng getrennt waren durch zwei unabhängig voneinander agierende Leiter, ist die Sachkundige Person für ein Arzneimittel von seiner Herstellung über die Prüfung  bis hin zur Freigabe unmittelbar vor dem Inverkehrbringen verantwortlich.
Der Nachweis der Sachkunde wird durch Zeugnisse dokumentiert. Die Anerkennung der Sachkunde erfolgt in Deutschland durch die zuständige Aufsichtsbehörde des Bundeslandes, in dem das Unternehmen seinen Sitz hat. Die Sachkundeanerkennung gilt oft nur für einen festgelegten Tätigkeitsbereich wie z. B. die Herstellung spezifizierter Medizinprodukte, Arzneimittel, Seren oder Diagnostika.
Die Qualified Person für Pharmakovigilanz entspricht in Deutschland dem Stufenplanbeauftragten im Stufenplanverfahren.

## Schweiz
Die entsprechende Funktion wird im Schweizer Heilmittelrecht von der Fachtechnisch verantwortlichen Person (FvP) ausgefüllt.